# لزلی چزمور هالیس
لزلی چزمور هالیس (انگلیسی: Leslie Hollis; ۹ فوریهٔ ۱۸۹۷ – ۹ اوت ۱۹۶۳) فرد نظامی اهل بریتانیا بود. وی همچنین برندهٔ جوایزی همچون نشان حمام و نشان امپراتوری بریتانیا شده‌است.